# Мар'їнське сільське поселення (Юринський район)
Ма́р'їнське сільське поселення (рос. Марьинское сельское поселение) — муніципальне утворення у складі Юринського району Марій Ел, Росія. Адміністративний центр — село Мар'їно.

## Історія
Станом на 2002 рік існували Краснолюндівська сільська рада (присілки Анчутіно, Діаново, Козловець, Красна Люнда, Круглово, Чорнояріє) та Мар'їнська сільська рада (село Мар'їно, присілки Денисовка, Копоруліха, Підгорне, селище Ленінський).

## Населення
Населення — 999 осіб (2019, 1212 у 2010, 1631 у 2002).

## Склад
До складу поселення входять такі населені пункти:
| Населений пункт        | Населення, осіб (2002) | Населення, осіб (2010) |
| ---------------------- | ---------------------- | ---------------------- |
| Анчутіно, присілок     | 35                     | 14                     |
| Денисовка, присілок    | 21                     | 22                     |
| Діаново, присілок      | 10                     | 0                      |
| Козловець, присілок    | 88                     | 33                     |
| Копоруліха, присілок   | 115                    | 86                     |
| Красна Люнда, присілок | 296                    | 188                    |
| Круглово, присілок     | 119                    | 70                     |
| Ленінський, селище     | 338                    | 249                    |
| Мар'їно, село          | 541                    | 485                    |
| Підгорне, присілок     | 48                     | 51                     |
| Чорнояріє, присілок    | 20                     | 14                     |